# Pimelimyia grossa
Pimelimyia grossa là một loài ruồi trong họ Tachinidae.